# Poey-de-Lescar
Poey-de-Lescar è un comune francese di 1 597 abitanti situato nel dipartimento dei Pirenei Atlantici nella regione della Nuova Aquitania.

## Società

### Evoluzione demografica
Abitanti censiti